# Stadium Arcadium
Stadium Arcadium er et dobbeltalbum udgivet af den amerikanske funk-rock gruppe Red Hot Chili Peppers. Albummet blev udgivet den 5. maj 2006 og indeholder blandt andet tophittene "Dani Californica", "Tell Me Baby", "Snow ((Hey Oh))" samt "Charlie".
Albummet er også udgivet i deluxe-udgave og LP-version. Albummet, der tæller to cd'er – Mars og Jupiter – indeholder 28 sange.

## Numre
| Jupiter                  | Længde: |
| "Dani California"        | 4:42    |
| "Snow ((Hey Oh))"        | 5:35    |
| "Charlie"                | 4:38    |
| "Stadium Arcadium"       | 5:16    |
| "Hump De Bump"           | 3:33    |
| "She's Only 18"          | 3:25    |
| "Slow Cheetah"           | 5:20    |
| "Torture Me"             | 3:45    |
| "Strip My Mind"          | 4:19    |
| "Especially in Michigan" | 4:01    |
| "Warlocks"               | 3:26    |
| "C'mon Girl"             | 3:49    |
| "Wet Sand"               | 5:10    |
| "Hey"                    | 5:40    |
| Mars                     | Længde: |
| "Desecration Smile"      | 5:02    |
| "Tell Me Baby"           | 4:08    |
| "Hard To Concentrate"    | 4:02    |
| "21st Century"           | 4:22    |
| "She Looks To Me"        | 4:06    |
| "Readymade"              | 4:31    |
| "If"                     | 2:53    |
| "Make You Feel Better"   | 3:52    |
| "Animal Bar"             | 5:25    |
| "So Much I"              | 3:45    |
| "Storm in a Teacup"      | 3:45    |
| "We Believe"             | 3:36    |
| "Turn It Again"          | 6:06    |
| "Death of a Martian"     | 4:25    |

## Singler
Disse singler er udgivet fra albummet:
- "Dani California" (1. maj 2006)
- "Tell Me Baby" (17. juli 2006)
- "Snow ((Hey Oh))" (20. november 2006)
- "Desecration Smile" (12. februar 2007)
- "Hump De Bump" (7. april 2007)

## Produktion
- Shane Jackson – Album fotograf
- Vlado Meller – Mastering (CD)
- Rick Rubin – (Producer)
- Andrew Scheps – (Lyd mixning)